# Nurpur
Nurpur é uma cidade  no distrito de Kangra, no estado indiano de Himachal Pradesh.

## Geografia
Nurpur está localizada a 32° 18′ N, 75° 54′ L. Tem uma altitude média de 643 metros (2109 pés).

## Demografia
Segundo o censo de 2001, Nurpur tinha uma população de 9045 habitantes. Os indivíduos do sexo masculino constituem 52% da população e os do sexo feminino 48%. Nurpur tem uma taxa de literacia de 78%, superior à média nacional de 59,5%: a literacia no sexo masculino é de 81% e no sexo feminino é de 75%. Em Nurpur, 11% da população está abaixo dos 6 anos de idade.